# Nati nel 1995
| Questa pagina contiene informazioni ricavate automaticamente dalle voci biografiche con l'ausilio del template Bio e di un bot. L'aggiornamento è periodico e automatico e ricostruisce completamente la pagina. Se manca una persona in questa lista, sei pregato di non aggiungerla, ma accertati piuttosto che la sua voce biografica contenga il template Bio e che i dati anagrafici siano correttamente compilati. Se il template Bio manca, inseriscilo tu stesso o, in alternativa, metti l'avviso {{tmp\|Bio}} che ne segnala la mancanza. Se i dati riportati sono sbagliati, correggi direttamente la voce biografica; le modifiche saranno visibili in questa lista entro pochi giorni. Per chiarimenti vedi il progetto biografie. La lista contiene solo le 5.327 persone che sono citate nell'enciclopedia e per le quali è stato implementato correttamente il template Bio. Pagina aggiornata al 18 ago 2025. |

## Senza giorno specificato(32)
- Yuval Abraham, giornalista, regista e traduttore israeliano
- Mette Asp, ex sciatrice alpina svedese
- Fredrik Bauer, ex sciatore alpino svedese
- Aryeh Nussbaum Cohen, contraltista statunitense
- Nolan Corpening, giocatore di football americano statunitense
- Jerskin Fendrix, compositore e musicista britannico
- Slaven Dujaković, ex sciatore alpino austriaco
- Fola Evans-Akingbola, attrice e modella inglese
- Michael Grant, attore e modello statunitense
- Dariush Hazratgholizadeh, lottatore iraniano
- Veronika Heino, giocatrice di football americano finlandese
- Tomáš Hlach, giocatore di football americano ceco
- Kjetil Hvammen, ex sciatore alpino norvegese
- Randy Jones, giocatore di football americano statunitense
- Sergej Kendus, giocatore di football americano kazako
- Iván Mendes, attore brasiliano
- Alois Mühlbacher, cantante austriaco
- Islambek Orozbekov, lottatore kirghiso
- Joe Parrish, musicista britannico
- Lorenzo Pisano, ginnasta italiano
- Adrienne Poitras, ex sciatrice alpina canadese
- Gabriela Rocha, attrice brasiliana
- José Rodríguez Hernández, lottatore messicano
- Lorenz Rotermund, giocatore di football americano tedesco
- Masaki Sato, ex giocatore di football americano giapponese
- Yung Hurn, rapper austriaco
- Alan Steinohrt, giocatore di football americano australiano
- Roxane Stojanov, ballerina macedone
- Rae Swette, ex sciatrice alpina canadese
- Anniina, cantante finlandese
- Ayu Yoneda, astronauta giapponese
- Lara Zürcher, ex sciatrice alpina svizzera